# معتمدية الشبيكة
معتمدية الشبِيكَة إحدى معتمديات الجمهورية التونسية، تابعة لولاية القيروان. تضم بلدية واحدة و8 عمادات هي:
1. بن سالم.
2. الجواودة.
3. الرويسات.
4. الشبيكة.
5. عبيدة.
6. العوامرية.
7. الكرمة.
8. هماد.

1. 1 2 3 4 5 6 7 8  "المناطق الترابية (العمادات) حسب الولايات والمعتمديات". اطلع عليه بتاريخ 2024-11-30.